# Хохотуйское сельское поселение
Хохотуйское се́льское поселе́ние — муниципальное образование в Петровск-Забайкальском районе Забайкальского края Российской Федерации.
Административный центр — село Хохотуй.

## История
Статус и границы сельского поселения установлены Законом Читинской области от 19 мая 2004 года «Об установлении границ, наименований вновь образованных муниципальных образований и наделении их статусом сельского, городского поселения в Читинской области».

## Население
| 2010  | 2011  | 2012  | 2013  | 2014  | 2015  | 2016  |
| ----- | ----- | ----- | ----- | ----- | ----- | ----- |
| 1590  | ↘1586 | ↘1581 | ↘1545 | ↘1490 | ↘1485 | ↘1464 |
| 2017  | 2018  | 2019  | 2020  | 2021  |       |       |
| ↘1460 | ↗1462 | ↘1429 | ↘1406 | ↘1305 |       |       |

## Состав сельского поселения
| № | Населённый пункт | Тип населённого пункта       | Население |
| - | ---------------- | ---------------------------- | --------- |
| 1 | Хохотуй          | село, административный центр | ↘1305     |